# Dorénaz
Dorénaz är en ort och kommun i distriktet Saint-Maurice i kantonen Valais, Schweiz. Kommunen har 1 103 invånare (2023).